# 矮前胡
矮前胡（学名：Peucedanum nanum）为伞形科前胡属的植物，是中国的特有植物。分布于中国大陆的西藏等地，生长于海拔3,500米至3,800米的地区，一般生长在山坡，目前已由人工引种栽培。